# Закадычное
Закады́чное — разъезд (населённый пункт) в Матвеево-Курганском районе Ростовской области.
Входит в состав Новониколаевского сельского поселения.

## География
Разъезд находится на расстоянии 10 км к северо-западу от города Матвеев Курган, административного центра района.

## Население
| 2010 |
| ---- |
| 145  |

## Улицы
В населённом пункте имеется одна улица — Железнодорожная.